# Ahıllı
Ahıllı ist ein Dorf im Landkreis Babadağ der türkischen Provinz Denizli. Ahıllı liegt etwa 37 km nordwestlich der Provinzhauptstadt Denizli und 8 km nordwestlich von Babadağ. Ahıllı hatte laut der letzten Volkszählung 54 Einwohner (Stand Ende Dezember 2010).